# Centrale électrique de Väo
La centrale électrique de Väo (en estonien : Väo élektrijaam) ou centrale électrique de Tallinn (en estonien : Tallinna elektrijaam)  ou centrale de cogénération de Väo  (en estonien : Väo koostootmisjaam) est une centrale électrique située dans le quartier de Väo de l'Arrondissement de Lasnamäe  à Tallinn en Estonie.

## Présentation
La centrale de cogénération est située dans la partie vide de la carrière de calcaire de Väo, à l'est de Tallinn.
La centrale fournit de la chaleur aux zones de Lasnamäe et du centre-ville de Tallinn.
La centrale électrique a une capacité de 25 MW d’énergie électrique et de 49 MW de chaleur.
Elle est alimentée par des copeaux de bois et de la tourbe.
EIle a une cheminée de gaz de combustion de 70 mètres de hauteur, fournie par la société finlandaise Noviter. Le maitre d'œuvre était KMG Inseneriehitus, la turbine a été fournie par Siemens, le système de manutention du carburant fourni par BMH Technology Oy, la chaudière était fournie par Noviter et Metso.

## Histoire
La construction de la centrale Väo 1 a commencé en 2007 et devait s'achever d'ici 2009. Initialement, le projet a été lancé par l'entrepreneur estonien Urmas Sõhrumaa, qui a ensuite cédé sa participation à Dalkia.
Depuis 2011, l'homme d'affaires estonien Kristjan Rahu détient la majorité des parts de l'entreprise.
En 2014, la construction de la centrale électrique Väo 2, d'une puissance électrique de 21,4 MW et d'une capacité thermique de 76,5 MW, a débuté. Comme Väo 1, elle est alimentée par des copeaux de bois et de la tourbe. Le maître d’œuvre était Axis Technologies. La turbine a été fournie par MAN SE.
La centrale a été mise en service en 2016.

## Galerie

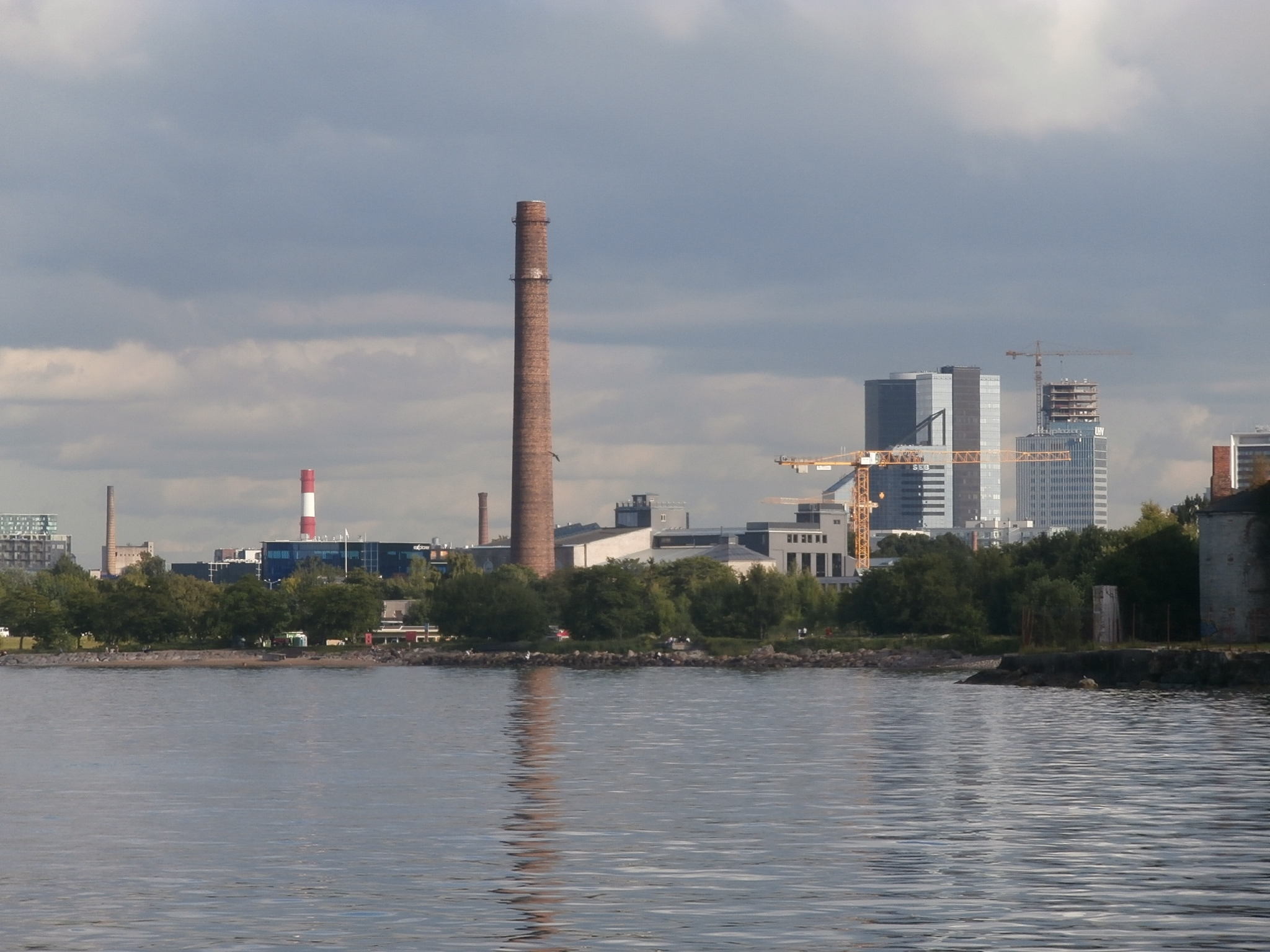
Cheminée de l'ancienne centrale de Tallinn.